# River of Ponds (plaats)
River of Ponds is een gemeente (town) in de Canadese provincie Newfoundland en Labrador. De plaats ligt in het noordwesten van het eiland Newfoundland.

## Geografie
De gemeente ligt aan de westkust van het Great Northern Peninsula, in het noorden van het eiland Newfoundland. River of Ponds is bereikbaar via provinciale route 430 en ligt bij de monding van de gelijknamige rivier. De plaats bevindt zich zo'n 15 km ten zuidwesten van Hawke's Bay en zo'n 23 km ten noorden van Bellburns.

## Geschiedenis
In 1970 werd het dorp een gemeente met de status van local government community (LGC). In 1980 werden LGC's op basis van The Municipalities Act als bestuursvorm afgeschaft. De gemeente werd daarop automatisch een community om een aantal jaren later uiteindelijk een town te worden.
In 2007 liet de provinciale overheid een haalbaarheidsonderzoek voeren naar de eventuele creatie van een fusiegemeente bestaande uit River of Ponds, Hawke's Bay, Port Saunders en Port au Choix. De fusie vond echter nooit plaats en River of Ponds bleef gewoon als zelfstandige gemeente voortbestaan.

## Demografie
Demografisch gezien is River of Ponds, net zoals de meeste kleine dorpen op Newfoundland, aan het krimpen. Tussen 1991 en 2021 daalde de bevolkingsomvang van 341 naar 219. Dat komt neer op een daling van 122 inwoners (-35,8%) in dertig jaar tijd.
| Demografische ontwikkeling van River of Ponds tussen 1951 en 2021          |
| -------------------------------------------------------------------------- |
|                                                                            |
| Bron: Statistics Canada (1951–1986, 1991–1996, 2001–2006, 2011–2016, 2021) |